# Brotizolam
Brotizolamul este un medicament derivat de tienotriazolodiazepină, un analog de benzodiazepină, fiind utilizat ca sedativ-hipnotic. Calea de administrare disponibilă este cea orală.
Prezintă efecte anxiolitice, hipnotice și sedative, anticonvulsivante și miorelaxante și este similar ca acțiune cu alte benzodiazepine cu timp scurt de acțiune, precum triazolamul.
Molecula a fost patentată în 1974 și a fost aprobată pentru uz medical în 1984.

## Utilizări medicale
Brotizolamul este indicat în tratamentul de scurtă durată al insomniei severe sau invalidante. Prezintă un timp scurt de acțiune, de aceea este favorabil la pacienții care prezintă probleme de adormire sau de menținere a somnului.

## Farmacologie
Ca toate benzodiazepinele, brotizolamul acționează ca modulator alosteric pozitiv al receptorului de tip A pentru acidul gama-aminobutiric (R GABAA), reducând excitabilitatea neuronilor.